# ササキバラ・ゴウ
ササキバラ・ゴウ（1961年 - ）は、日本の漫画編集者、漫画・アニメ評論家・研究者。
秋田県出身。本名は佐々木 果（ささき みのる）。大学教員として、あるいは学術シンポジウムなどに出席する際には本名で活動している。

## 概要
早稲田大学第一文学部哲学科卒業。1985年、徳間書店に入社。『月刊少年キャプテン』編集部で島本和彦の『逆境ナイン』などを担当。『アニメージュ』などでライターも行っていた。徳間書店時代に担当していた作家は島本和彦、Moo.念平、松本嵩春、陽気婢、田沼雄一郎など。
1992年から『月刊少年キャプテン』編集長を務めた後、1995年に退職。フリー編集者となり、松本嵩春『アガルタ』の担当編集も務めた。
1998年から東放学園映画専門学校非常勤講師。2002年から大妻女子大学非常勤講師。徳間書店時代の先輩にあたる大塚英志と共に行動することが多く、『Comic新現実』の企画編集協力を経て、2006年から神戸芸術工科大学メディア表現学科准教授を務める。2009年、同大学非常勤講師。2009年、横浜国立大学（横浜文化創造都市スクール）非常勤講師。2010年から学習院大学大学院人文科学研究科身体表象文化学専攻非常勤講師（津堅信之の後任）。2014年から明星大学デザイン学部デザイン学科教授、2019年から同大学非常勤講師。 

## 著作
単著
- eメールの文章作法（2003年、PHP研究所）
- それがVガンダムだ ―機動戦士Vガンダム徹底ガイドブック―（2004年、銀河出版）
- 〈美少女〉の現代史 「萌え」とキャラクター（2004年、講談社現代新書）
- まんが史の基礎問題 ホガース、テプフェールから手塚治虫へ（2012年、佐々木果名義、オフィスヘリア）

編著ほか
- 教養としての〈まんが・アニメ〉（2001年、講談社現代新書、大塚英志との共著）
- 戦争と平和（2002年、徳間書店、富野由悠季著）編著
- 「戦時下」のおたく（2005年、角川書店）編著
- あしたのジョーの方程式（2006年、太田出版、島本和彦著）編著
- M.ヴィユ・ボワ（2008年、ロドルフ・テプフェール著、佐々木果訳、オフィスヘリア）